# 中島恵
中島 恵（なかじま けい、1967年 - ）は、日本のフリージャーナリスト。主に中国本土、香港、台湾、韓国などの東アジアの社会事情・ビジネス事情をテーマとして取り扱っている。

## 概要
山梨県都留市生まれ。拓殖大学外国語学部中国語学科在学中に北京大学に短期留学する。1990年に大学を卒業後、日刊工業新聞社に入社し、編集局国際部、流通サービス部に記者としてアジアや中国地域を担当する。1994年に香港中文大学に留学し、2年後に帰国し、フリージャーナリストとして独立する。

## 主な著書
- 中国人が日本を買う理由 （日経プレミアシリーズ）（日経BP） ISBN 4296118064
- いま中国人は中国をこう見る（日経BP） ISBN 4532264707
- 中国人のお金の使い道 彼らはどれほどお金持ちになったのか （PHP新書） ISBN 4569848451
- 中国人は見ている。 (日経プレミアシリーズ) （日経BP） ISBN 4532264170
- 日本の「中国人」社会（日経BPマーケティング） ISBN 453226393X
- なぜ中国人は日本のトイレの虜になるのか？ - 「ニッポン大好き」の秘密を解く （中公新書ラクレ 523） ISBN 4121505239